# Liste de poètes de langue arménienne
Ceci est une liste de poètes de langue arménienne, non exhaustive, sélective :

## Avant 1000
- Moïse de Khorène (410c-490c), Histoire de l'Arménie
- Lazare de Pharbe (442c-500c), Lettre à Vahan Mamikonian, Histoire de l'Arménie (493)
- Yéghichê (Élisée Vardapet) (415c-475c), Histoire de Vardan et de la guerre arménienne
- Komitas d'Aghdsk (?-628)
- Hovhannès Mamikonian (VIIe siècle) (?)
- Davtak Kertog (VIIe siècle), Élégie sur la mort du grand prince Javanchir
- Stépanos de Siounie (680c-735c), grammairien, théologien
- Sahakdoukht de Siounie (VIIIe siècle), poétesse, musicienne, compositrice
- Khosrovidoukht de Goghtn (VIIIe siècle), poétesse, musicienne
- Khosrov d'Andzev (902c-964c)
- Grégoire de Narek (951-1003), Livre des lamentations
- Grigor Magistros (990-1059)

## 1000
- Khatchatour Taronetsi (1100c-1184c), Khorhurd khorin
- Nersès le Gracieux (1102-1173), Éligie, Lamentation sur la ville d'Édesse
- Grigor IV Tgha (1130-1193)
- Mkhitar d'Ayrivank (1222-ca. 1290)
- Frik (1230c-1315c)
- Hovhannès Blouz (1230-1293)
- Khatchatour Ketcharetsi (1260-1331)
- Terter Yerevantsi (en) (1290c-1335c)
- Grégoire de Tatev (1346-1409), Commentaire des tables des canons, Livre de questions et réponses
- Arakel de Siounik (1350-1425), Livre d'Adam (1403, Ադամգիրք), Livre du Paradis
- Grégoire de Khlath (1350-1426)
- Kéropé (XVe siècle)

## 1500
- Nahapet Koutchak (1500-1592)
- Sargavak de Berdak (XVIe siècle)
- Ghazar de Sébaste (XVIe – XVIIe siècles)
- Ohannès (XVIIe siècle)
- Gomidas Keumurdjian (1656-1707)
- Martiros de Crimée (en) (?-1683)
- Naghach Hovnatan (1661-1722), également ménestrel et peintre
- Sayat-Nova (1712-1795)
- Loukianos (fin XVIIIe siècle)

## 1800
- Sempad Chahaziz (1841-1907)
- Djivani (1846-1912)
- Pédros Tourian (1851-1872)
- Egha Demirdjibachian (1851-1908)
- Hovhannès Toumanian (1869-1923)
- Komitas (1869-1935)
- Archag Tchobanian (1872-1954)
- Avetik Issahakian (1875-1957)
- Vahan Tékéyan (1877-1944)
- Siamanto (1878-1915)
- Daniel Varoujan (1884-1915)
- Vahan Térian (1885-1920)
- Gostan Zarian (1885-1969)
- Misak Metsarents (1886-1908)
- Hamastegh (en) (1895-1966)
- Yéghiché Tcharents (1897-1937)

## 1900
- Puzant Topalian (1902-1970)
- Armen Lubin (1903-1974) (Chahnour Kerestedjian), également pataphysicien
- Missak Manouchian (1906-1944)
- Hovhannès Chiraz (1915-1984)
- Zorïan Mirzayan (1916-1964) (?)
- Maro Markarian (en) (1916)
- Sylva Kapoutikian (1917-2006)
- Georges Emin (Kévork Emine) (1919-1998)

## 1920
- Garbis Djandjiguian (1920-1946)
- Vahagn Davtian (1922-1996)
- Parouir Sévak (1924-1971)
- Zahrad (1924-2007)
- Metakse (1926-2014)

- Slavig Chiloyan (1940-1975)
- Kenrig Etoyan (1940-)
- Rasmik Davoyan (en) (1940-2002)
- Hovhannès Krikorian (1945-)
- Artem Haroutounian (1945-)
- Krikor Beledian (1945-)
- Kévork Témizian (1945-)
- Véhanoush Tékian (1948-)

## 1950
- Armen Chékoyan (1953-)
- Hratchia Tamrazian (1953-)
- Avag Eprémian (1958-)
- Vahram Mardirossian (1959-)

- Mariné Petrossian (1960-)
- Achot Khatchatrian (1960-)
- Violette Krikorian (1961-)
- Ana Arzoumanian (1962-)
- Khatchig Der Ghougassian (1963-)
- Tigran Paskévitchian (1965-)
- Vazrik Bazil (1966-)
- Naïra Haroutounian (1966-)

## 1970
- Sonia Sanan (1975-)
- Nariné Avétian (1977-)
- Arpi Voskanian (1978-)
- Karen Karslian (1979-)

- Tigrane Yégavian (1984-)